# Dæmonarch
Dæmonarch byl vedlejší hudební projekt čtyř členů portugalské gothic metalové kapely Moonspell založený roku 1998 v Lisabonu. Čtveřici tvořili zpěvák Fernando Ribeiro alias Langsuyar, kytarista Ricardo Amorim, klávesista Pedro Paixão a baskytarista Sérgio Crestana, chyběl tedy bubeník Miguel Gaspar.
Pod hlavičkou vydavatelství Century Media Records vyšlo v roce 1998 jediné album pojmenované Hermeticum, které je jakýmsi návratem k blackmetalovým kořenům kapely Moonspell. Pro album byly použity texty (s výjimkou skladby Call From The Grave, což je coververze písně od Bathory), které napsal Fernando Ribeiro mezi 14. a 16. rokem věku, kdy se zajímal o různé okultní záležitosti.

## Členové kapely
- Fernando Ribeiro (Langsuyar) – vokály
- Ricardo Amorim – kytara
- Pedro Paixão  – klávesy/samply
- Sérgio Crestana – baskytara

## Diskografie
Studiová alba
- Hermeticum (1995)

Seznam skladeb:
1. "Lex Talonis" – 5:32
2. "Of a Thousand Young" – 4:27
3. "Corpus Hermeticum" – 4:51
4. "Call from the Grave" (coververze Bathory) – 4:37
5. "Samyaza" – 4:27
6. "Nine Angles" – 5:38
7. "Incubus" – 4:44
8. "The Seventh Daemonarch" – 6:17
9. "Hymn to Lucifer" – 4:11